# Las Vegas Film Critics Society Awards 2005
La 9ª edizione dei Las Vegas Film Critics Society Awards si è tenuta il 19 dicembre 2005 per premiare i migliori film dell'anno 2005.

## Vincitori e candidati
I vincitori sono indicati in grassetto.
Migliori 10 film
1. I segreti di Brokeback Mountain (Brokeback Mountain), regia di Ang Lee
2. Crash - Contatto fisico (Crash), regia di Paul Haggis
3. King Kong (King Kong), regia di Peter Jackson
4. Good Night, and Good Luck. (Good Night, and Good Luck.), regia di George Clooney
5. A History of Violence (A History of Violence), regia di David Cronenberg
6. Cinderella Man - Una ragione per lottare (Cinderella Man), regia di Ron Howard
7. The Constant Gardener - La cospirazione (The Constant Gardener), regia di Fernando Meirelles
8. Truman Capote - A sangue freddo (Capote), regia di Bennett Miller
9. The New World - Il nuovo mondo (The New World),  regia di Terrence Malick
10. Quando l'amore brucia l'anima (Walk the Line), regia di James Mangold

Miglior attore
- Heath Ledger - I segreti di Brokeback Mountain (Brokeback Mountain)

Migliore attrice
- Reese Witherspoon - Quando l'amore brucia l'anima (Walk the Line)

Miglior attore non protagonista
- Matt Dillon - Crash - Contatto fisico (Crash)

Migliore attrice non protagonista
- Frances McDormand - North Country - Storia di Josey (North Country)

Miglior regista
- Ang Lee - I segreti di Brokeback Mountain (Brokeback Mountain)

Migliore sceneggiatura
- Paul Haggis e Robert Moresco - Crash - Contatto fisico (Crash)

Migliore fotografia
- Andrew Lesnie - King Kong (King Kong)

Miglior scenografia
- Simon Bright e Dan Hennah - King Kong (King Kong)

Migliori costumi
- Terry Ryan - King Kong (King Kong)

Miglior montaggio
- Jamie Selkirk - King Kong (King Kong)

Migliori effetti speciali
- King Kong (King Kong), regia di Peter Jackson

Miglior canzone
- Travelin' Thru, musica e testo di Dolly Parton - Transamerica (Transamerica)

Miglior colonna sonora
- Gustavo Santaolalla - I segreti di Brokeback Mountain (Brokeback Mountain)

Miglior film documentario
- La marcia dei pinguini (La marche de l'empereur), regia di Luc Jacquet

Miglior film in lingua straniera
- Kung Fusion (Kung fu), regia di Stephen Chow

Miglior DVD
- King Kong (King Kong), per i diari di King Kong (Universal Home Video)

Miglior film per la famiglia
- Harry Potter e il calice di fuoco (Harry Potter and the Goblet of Fire), regia di Mike Newell

Gioventù nei film
- Dakota Fanning - La guerra dei mondi (War of the Worlds)

Miglior film d'animazione
- Wallace & Gromit: La maledizione del coniglio mannaro (Wallace & Gromit: The Curse of the Were-Rabbit), regia di Nick Park e Steve Box

Lifetime Achievement Award
- Jerry Lewis